# Alone & Unplugged
Alone & Unplugged — студійний альбом американського блюзового музиканта Меджика Сліма, випущений у 1995 році лейблом Wolf (Австрія). Вийшов у серії «Chicago Blues Session».

## Опис
На момент запису цього диска Меджик Слім записав низку альбомів для американських та європейських лейблів. Потім у музиканта виникла ідея створення сольного альбому, на якому б він грав і співав самостійно. Після того, як Слім провів деякий час в Лінкольні, Небраска, виступаючи у відомому клубі Zoo Bar, Філ Гаммар допоміг музиканту у реалізації цього проекту, знявши студію і спродюсуваши цей CD. Слім записав декілька пісень, які він чув у рідній Гренаді, Міссісіпі («Mixed up About You», «Bring Me My Shotgun», «Bring Your Fine Self Home» і «Boogie Chillen») і декілька пісень, які він грав у Чикаго зі своїм гуртом у стилі Джиммі Ріда та Едді Тейлора. Також він зіграв класичний блюз «Sadie» Хаунд-Дог Тейлора з використанням особливої техніки гри на акустичній гітарі.
Альбом був записаний в Австрії для лейблу Wolf і став 36 томом у серії «Chicago Blues Session».

## Список композицій
1. «Mixed up About You»  — 2:56
2. «Bring Me My Shotgun» (Франк ЛеБлан) — 4:39
3. «Boogie Chillen» (Джон Лі Гукер) — 2:35
4. «A Thousand Miles from Nowhere» (Мерсі Ді Волтон) — 4:44
5. «Iky and Mikey»  — 2:07
6. «Don't Look Now I've Got the Blues»  — 3:59
7. «Tough Enough»  — 3:24
8. «I'm a Poor Man But a Good Man»  — 3:12
9. «Sadie» (Хаунд-Дог Тейлор) — 3:35
10. «Bring Your Fine Self Home»  — 3:50
11. «Bye Bye Pretty Baby» (Джек Гарднер, Спайк Гемільтон) — 2:55
12. «You Laugh and Grin»  — 4:46
13. «A Little Instrumental»  — 2:35
14. «Nothin' for Nothin'»  — 3:07
15. «Interview With Slim»  — 5:05

## Учасники запису
- Меджик Слім — вокал, акустична гітара

Технічний персонал
- Філ Гаммар, Ганнес Фольтербауер (10) — продюсери
- Філ Гаммар — інженер
- Ганнес Фольтербауер — фотографія